# Кентвуд
Кентвуд (англ. Kentwood) — місто (англ. town) в США, в окрузі Танґіпаоа у східній частині штату Луїзіана. Населення — 2145 осіб (2020), 65% з яких складають афроамериканці, 35% — білі. Розташоване на відстані близько 50 км від Нового Орлеана.
Засноване у 1893 році. Селище розташоване на федеральній трасі I-55 на межі зі штатом Міссісіпі. Здобуло популярність як центр молочної промисловості штату Луїзіана, місце проведення родео, а також, після дебюту співачки Брітні Спірс 1998 року як її рідне місто, у якому розташований музей Брітні Спірс, її старий будинок, у якому проживає її батько, що вже встиг розлучитися з її матір'ю, а також її новий маєток, побудований вже після її дебюту та початку кар'єри молодшої сестри Брітні — Лінн.

## Географія
Кентвуд розташований за координатами 30°56′2″ пн. ш. 90°30′55″ зх. д. / 30.93389° пн. ш. 90.51528° зх. д. (30.933755, -90.515162).  За даними Бюро перепису населення США в 2010 році місто мало площу 18,32 км², з яких 18,31 км² — суходіл та 0,01 км² — водойми.

## Демографія
Згідно з переписом 2010 року, у місті мешкало 2198 осіб у 827 домогосподарствах у складі 540 родин. Густота населення становила 120 осіб/км².  Було 967 помешкань (53/км²).
Расовий склад населення:
| - 72,1 % — чорних або афроамериканців - 27,0 % — білих - 0,3 % — азіатів - 0,1 % — корінних американців |

До двох чи більше рас належало 0,4 %. Частка іспаномовних становила 0,9 % від усіх жителів.
За віковим діапазоном населення розподілялося таким чином: 26,8 % — особи молодші 18 років, 59,7 % — особи у віці 18—64 років, 13,5 % — особи у віці 65 років та старші. Медіана віку мешканця становила 37,1 року. На 100 осіб жіночої статі у місті припадало 84,6 чоловіків;  на 100 жінок у віці від 18 років та старших — 78,5 чоловіків також старших 18 років.
Середній дохід на одне домашнє господарство  становив 25 265 доларів США (медіана — 16 361), а середній дохід на одну сім'ю — 31 198 доларів (медіана — 20 430). За межею бідності перебувало 47,9 % осіб, у тому числі 66,6 % дітей у віці до 18 років та 17,5 % осіб у віці 65 років та старших.
Цивільне працевлаштоване населення становило 580 осіб. Основні галузі зайнятості: освіта, охорона здоров'я та соціальна допомога — 32,2 %, роздрібна торгівля — 18,3 %, виробництво — 8,6 %, мистецтво, розваги та відпочинок — 7,9 %.